# Campellolebias brucei
Campellolebias brucei é uma espécie de peixe da família Rivulidae.
É endémica do Brasil.